# 服部虎男
服部 虎男（はっとり とらお、1929年（昭和4年）1月22日 - ）は、日本の技術者・実業家。株式会社エヌエフ回路設計ブロック・補欠社外監査役。ホンダマチック・トランスミッションの開発者として知られる。

## エピソード
ホンダに入社する前は、岡村製作所で「ミカサ」のセミＡＴの設計を担当。1964年暮れ、軽トラックT360の油圧式CVTの開発が上手くいかないストレスから、体調を崩して入院していたベッドの上でホンダマチックの開発を担当することになった。
見舞いにやってきた当時の技術研究所所長・杉浦英夫は服部の見舞いもそこそこに、いきなり「4輪の自動変速機を開発したい」と話をもちかけたという。しかし、元来、4輪のＡＴがやりたくてホンダにやってきた服部にとって、これはなにより嬉しい知らせであり、服部は退院を待たずにベッドの上でＡＴの構想を開始した。

## 経歴
- 1965年4月 本田技術研究所和光研究所主任研究員
- 1981年9月 同社朝霞研究所主任研究員
- 1985年1月 同社朝霞東研究所主任研究員
- 1986年4月 同社和光研究所主任研究員
- 1989年1月 本田技術研究所を定年退職
- 2005年12月 株式会社エヌエフ回路設計ブロック技術顧問就任
- 2009年3月　同社顧問退任

## 受賞
- 1978年　全国発明表彰・通商産業大臣発明賞[1]
- 1994年　紫綬褒章
- 1999年　勲四等瑞宝章[2]